# Solang’ die Sterne glüh’n
Solang’ die Sterne glüh’n (Originaltitel: Zirkuskinder) ist ein österreichischer Spielfilm des Regisseurs Franz Antel. Das Drehbuch verfasste Kurt Nachmann und geht auf eine Idee von Rolf Olsen zurück. Die Hauptrollen sind mit Gerhard Riedmann, Heidi Brühl und Hans Moser besetzt. Seine Uraufführung erlebte das Werk am 21. Juli 1958.

## Inhalt
Der kleine Zirkus „Marinelli“ steht vor dem Aus. Neben dem Zirkusgelände gibt der „Milchkönig“ Runkelmann eine Pressekonferenz, um die Öffentlichkeit darüber zu informieren, dass er das Zirkusgelände kaufen wolle, um seine Großmolkerei noch größer machen zu können. Unter der Journalistenschar befindet sich auch der Reporter Conny Meister. Derweil setzen ein paar Zirkusleute alles daran, um das Unternehmen doch noch zu retten: die Kunstreiterin Cora, Clown Pipo und das Kind Silvio. Cora hat eine gut dotierte Stelle in einem Nachtlokal angenommen; weil sie sich aber weigert, weitere Hüllen fallen zu lassen, wird ihr gleich wieder gekündigt.
Große Probleme bereitet den dreien die Futterbeschaffung für die Tiere. Zu Hilfe kommt ihnen Conny Meister, der nicht nur eine rührende Story wittert, sondern auch auf Cora ein Auge geworfen hat. Als die in der Nähe wohnenden Kinder von den Nöten des Zirkus gehört haben, organisieren sie ein Fußballspiel, bei dem sie Tierfutter als Eintrittspreise verlangen. Direktor Runkelmann sieht durch die vielen ehrenamtlichen Helfer seine Pläne durchkreuzt und will dem Treiben innerhalb von 24 Stunden ein Ende bereiten. Da fordert Conny Meister die Kinderschar auf, die Firma Ruma-Milch zu boykottieren und auch die anderen Kinder im Städtchen aufzufordern, es ihnen gleichzutun. Wie ein Lauffeuer verbreitet sich diese Nachricht, und bald ist auf den Plakatwänden im Werbespruch „Nur reine Ruma-Milch“ das „r“ im zweiten Wort durch ein „k“ überklebt worden.
Cora hat sich mittlerweile in den Reporter verliebt. Da platzt eine seiner Kolleginnen mit der Nachricht herein, Conny gehe es nur um eine gute Geschichte; alles andere sei ihm egal. Diese Nachricht versetzt der Tänzerin einen schweren Schlag. Unterdessen ist Direktor Runkelmann auf der Suche nach ein paar vermissten Milchkannen. Zu seiner Freude wird er bald im Zirkus fündig. Daraufhin bezichtigt sich Cora des Diebstahls, um den alten Clown Pipo zu decken, von dem sie glaubt, er habe die Kannen verkaufen und den Erlös zur Beschaffung von Tierfutter verwenden wollen. In Wirklichkeit aber war der Affe Charly der Täter. Jedenfalls sieht sich Runkelmann schon mal als Sieger. Seine Freude währt jedoch nicht lange; der „Diebstahl“ ist bald aufgeklärt. Als dann auch noch Conny und Pipo unter dem Motto „Helft alten Tieren!“ eine neue Demonstration organisieren, versöhnt sich Cora mit Conny. Um seinen Ruf nicht vollends zu ruinieren, stellt Runkelmann ein Grundstück zur Errichtung eines Tierasyls zur Verfügung.

## Ergänzungen
Die Musik zu dem Film komponierte Johannes Fehring. Der zu hörende Schlager „Solang’ die Sterne glüh’n“ wurde von Werner Cyprys getextet. Der Filmarchitekt Otto Pischinger und seine Frau Herta Hareiter entwarfen die Bauten. Inge Lüttich steuerte die Kostüme bei.
Hans Moser spielt hier ungewöhnlich zurückhaltend und ohne sein bekanntes „Nuscheln“ einen erfolglosen, an sich selbst zweifelnden alten Clown.

## Wiener Schauplätze
Wer sich für die Stadt Wien und ihre Industriearchitektur interessiert, wird in diesem Film einige Schauplätze aus Simmering entdecken. Während die Innenaufnahmen im Atelier Sievering der Wien-Film GmbH entstanden, fanden Außenaufnahmen im Wiener XI. Gemeindebezirk Simmering statt. Zu erkennen sind unter anderem die vier später als Wohn- und Geschäftshäuser revitalisierten gemauerten Gasometer der Wiener Stadtwerke sowie ein fünfter, 1984 abgerissener Gasbehälter. In einer kurzen, an einer Brücke über den Donaukanal aufgenommenen Szene und in mehreren Einstellungen des Demonstrationszuges sieht man Mauern mit Parolen, die offenbar vor den Dreharbeiten übermalt wurden. Durch die Bilder der industriell geprägten Vorstadt erhält der Film einen Hauch von Realismus.

## Kritik
Das Lexikon des internationalen Films zieht folgendes Fazit: „Eine belanglos-freundliche Geschichte, aus der man bei glaubhafterer Darstellung und strafferer Regie leicht einen weniger schablonenhaften Film hätte machen können.“

## Quelle
- Programm zum Film: Das Neue Film-Programm, erschienen im gleichnamigen Verlag, Mannheim, Nummer 3890